# Silverstoneia erasmios
Silverstoneia erasmios es una especie de anfibio anuro de la familia Dendrobatidae.

## Distribución geográfica
Esta especie es endémica del departamento de Antioquia en Colombia. Se encuentra en los municipios de Frontino y Urrao entre los 1500 y 2000 m sobre el nivel del mar en la Cordillera Occidental.

## Descripción
Las hembras miden 21 mm.

## Publicación original
- Rivero & Serna, 2000 "1995": New species of Colostethus (Amphibia, Dendrobatidae) of the Department of Antioquia, Colombia, with the description of the tadpole of Colostethus fraterdanieli. Revista de Ecología Latino-Americana, vol. 2, n.º 1/3, p. 45-58.[6]